# Liste des cantons français en Corse depuis 2015
Cet article présente et répertorie la liste des 26 anciens cantons de la Corse.
Ces cantons ont été actifs entre 2015 et 2017, puisque les conseils départementaux de la Corse-du-Sud et de la Haute-Corse ont fusionnés pour former la Collectivité de Corse.

## Corse-du-Sud (2A) - 11 cantons
| Nom                | Bureau centralisateur | Communes                      | Communes |
| ------------------ | --------------------- | ----------------------------- | --- |
| Ajaccio-1          | Ajaccio               | Fraction d'Ajaccio            | La première partie d'Ajaccio. |
| Ajaccio-2          | Ajaccio               | Fraction d'Ajaccio            | La deuxième partie d'Ajaccio. |
| Ajaccio-3          | Ajaccio               | Fraction d'Ajaccio            | La troisième partie d'Ajaccio. |
| Ajaccio-4          | Ajaccio               | Fraction d'Ajaccio            | La quatrième partie d'Ajaccio. |
| Ajaccio-5          | Ajaccio               | 3 + fraction d'Ajaccio        | Alata, Bastelicaccia, Villanova et la dernière partie d'Ajaccio. |
| Bavella            | Porto-Vecchio         | 5 + fraction de Porto-Vecchio | Conca, Lecci, San-Gavino-di-Carbini, Sari-Solenzara, Zonza et la première partie de Porto-Vecchio. |
| Grand Sud          | Porto-Vecchio         | 7 + fraction de Porto-Vecchio | Bonifacio, Carbini, Figari, Levie, Monacia-d'Aullène, Pianottoli-Caldarello, Sotta et la seconde partie de Porto-Vecchio. |
| Gravona-Prunelli   | Afa                   | 15                            | Afa, Appietto, Bastelica, Bocognano, Carbuccia, Cuttoli-Corticchiato, Ocana, Peri, Sarrola-Carcopino, Tavaco, Tavera, Tolla, Ucciani, Valle-di-Mezzana, Vero. |
| Sartenais-Valinco  | Propriano             | 25                            | Altagène, Arbellara, Aullène, Belvédère-Campomoro, Bilia, Cargiaca, Foce, Fozzano, Giuncheto, Granace, Grossa, Loreto-di-Tallano, Mela, Olmeto, Olmiccia, Propriano, Quenza, Sainte-Lucie-de-Tallano, Santa-Maria-Figaniella, Sartène, Serra-di-Scopamène, Sorbollano, Viggianello, Zérubia, Zoza. |
| Sevi-Sorru-Cinarca | Cargèse               | 33                            | Ambiegna, Arbori, Arro, Azzana, Balogna, Calcatoggio, Cannelle, Cargèse, Casaglione, Coggia, Cristinacce, Evisa, Guagno, Letia, Lopigna, Marignana, Murzo, Orto, Osani, Ota, Partinello, Pastricciola, Piana, Poggiolo, Renno, Rezza, Rosazia, Salice, Sant'Andréa-d'Orcino, Sari-d'Orcino, Serriera, Soccia, Vico. |
| Taravo-Ornano      | Grosseto-Prugna       | 34                            | Albitreccia, Argiusta-Moriccio, Azilone-Ampaza, Campo, Cardo-Torgia, Casalabriva, Cauro, Ciamannacce, Cognocoli-Monticchi, Corrano, Coti-Chiavari, Cozzano, Eccica-Suarella, Forciolo, Frasseto, Grosseto-Prugna, Guargualé, Guitera-les-Bains, Moca-Croce, Olivese, Palneca, Petreto-Bicchisano, Pietrosella, Pila-Canale, Quasquara, Sampolo, Santa-Maria-Siché, Serra-di-Ferro, Sollacaro, Tasso, Urbalacone, Zévaco, Zicavo, Zigliara. |

## Haute-Corse (2B) - 15 cantons
| Nom               | Bureau centralisateur | Communes               | Communes |
| ----------------- | --------------------- | ---------------------- | --- |
| Bastia-1          | Bastia                | 1 + fraction de Bastia | Ville-di-Pietrabugno et la première partie de Bastia. |
| Bastia-2          | Bastia                | Fraction de Bastia     | La deuxième partie de Bastia. |
| Bastia-3          | Bastia                | Fraction de Bastia     | La troisième partie de Bastia. |
| Bastia-4          | Bastia                | 1 + fraction de Bastia | Furiani et la dernière partie de Bastia. |
| Biguglia-Nebbio   | Biguglia              | 14                     | Barbaggio, Biguglia, Murato, Oletta, Olmeta-di-Tuda, Piève, Poggio-d'Oletta, Rapale, Rutali, Sorio, Saint-Florent, San-Gavino-di-Tenda, Santo-Pietro-di-Tenda, Vallecalle. |
| Borgo             | Borgo                 | 3                      | Borgo, Lucciana, Vignale |
| Calvi             | Calvi                 | 14                     | Algajola, Aregno, Avapessa, Calenzana, Calvi, Cateri, Galéria, Lavatoggio, Lumio, Manso, Moncale, Montegrosso, Sant'Antonino, Zilia. |
| Cap Corse         | San-Martino-di-Lota   | 22                     | Barrettali, Brando, Cagnano, Canari, Centuri, Ersa, Farinole, Luri, Meria, Morsiglia, Nonza, Ogliastro, Olcani, Olmeta-di-Capocorso, Patrimonio, Pietracorbara, Pino, Rogliano, Sisco, San-Martino-di-Lota, Santa-Maria-di-Lota, Tomino. |
| Casinca-Fumalto   | Penta-di-Casinca      | 25                     | Casabianca, Casalta, Castellare-di-Casinca, Croce, Ficaja, Giocatojo, Loreto-di-Casinca, Penta-di-Casinca, Pero-Casevecchie, Piano, Poggio-Marinaccio, Polveroso, Porri, La Porta, Pruno, Quercitello, Scata, Silvareccio, Sorbo-Ocagnano, San-Damiano, San-Gavino-d'Ampugnani, Taglio-Isolaccio, Talasani, Venzolasca, Vescovato. |
| Castagniccia      | San-Nicolao           | 37                     | Campana, Canale-di-Verde, Carcheto-Brustico, Carpineto, Cervione, Chiatra, Felce, Monacia-d'Orezza, Nocario, Novale, Ortale, Parata, Perelli, Piazzali, Piazzole, Piedicroce, Piedipartino, Pie-d'Orezza, Pietra-di-Verde, Pietricaggio, Piobetta, Poggio-Mezzana, Rapaggio, Stazzona, San-Giovanni-di-Moriani, San-Giuliano, San-Nicolao, Sant'Andréa-di-Cotone, Santa-Lucia-di-Moriani, Santa-Maria-Poggio, Santa-Reparata-di-Moriani, Tarrano, Valle-d'Alesani, Valle-di-Campoloro, Valle-d'Orezza, Velone-Orneto, Verdèse. |
| Corte             | Corte                 | 8                      | Casanova, Corte, Muracciole, Poggio-di-Venaco, Riventosa, Santo-Pietro-di-Venaco, Venaco, Vivario. |
| Fiumorbo-Castello | Prunelli-di-Fiumorbo  | 14                     | Chisa, Ghisoni, Isolaccio-di-Fiumorbo, Lugo-di-Nazza, Noceta, Pietroso, Poggio-di-Nazza, Prunelli-di-Fiumorbo, Rospigliani, San-Gavino-di-Fiumorbo, Serra-di-Fiumorbo, Solaro, Ventiseri, Vezzani. |
| Ghisonaccia       | Ghisonaccia           | 20                     | Aghione, Aléria, Altiani, Ampriani, Antisanti, Campi, Casevecchie, Ghisonaccia, Giuncaggio, Linguizzetta, Matra, Moïta, Pancheraccia, Pianello, Piedicorte-di-Gaggio, Pietraserena, Tallone, Tox, Zalana, Zuani. |
| Golo-Morosaglia   | Morosaglia            | 55                     | Aiti, Alando, Albertacce, Alzi, Asco, Bigorno, Bisinchi, Bustanico, Calacuccia, Cambia, Campile, Campitello, Canavaggia, Carticasi, Casamaccioli, Castellare-di-Mercurio, Castello-di-Rostino, Castifao, Castiglione, Castineta, Castirla, Corscia, Crocicchia, Erbajolo, Érone, Favalello, Focicchia, Gavignano, Lano, Lento, Lozzi, Mazzola, Moltifao, Monte, Morosaglia, Olmo, Omessa, Ortiporio, Penta-Acquatella, Piedigriggio, Pietralba, Popolasca, Prato-di-Giovellina, Prunelli-di-Casacconi, Rusio, Saliceto, San-Lorenzo, Sant'Andréa-di-Bozio, Santa-Lucia-di-Mercurio, Scolca, Sermano, Soveria, Tralonca, Valle-di-Rostino, Volpajola. |
| L'Île-Rousse      | L'Île-Rousse          | 21                     | Belgodère, Corbara, Costa, Feliceto, L'Île-Rousse, Lama, Mausoléo, Monticello, Muro, Nessa, Novella, Occhiatana, Olmi-Cappella, Palasca, Pigna, Pioggiola, Speloncato, Santa-Reparata-di-Balagna, Urtaca, Vallica, Ville-di-Paraso. |